# 张掖东古城
张掖东古城，位于中国甘肃省张掖市甘州区碱滩镇古城村。张掖东古城原城垣大部无存，仅存西城门。仅存的西城门城楼（东古城城楼）被列入甘肃省文物保护单位。
东古城周长约2公里，城垣为黄土夯筑，筑有内外城，东西两面正中辟门。始建于西汉，明代曾重筑，清时称作仁寿驿。